# Schöftland
Schöftland (schweizertyska: Schöftle) är en ort och kommun i distriktet Kulm i kantonen Aargau, Schweiz. Kommunen har 4 555 invånare (2023).